# Laciniaria plicata
Laciniaria plicata е вид малко сухоземно коремоного от семейство Клаузилиди (Clausiliidae).

## Разпространение
Видът е разпространен главно в България, Чехия, Полша, Словакия и Украйна, но се среща и в други области.